# Fabrice Courcier
Fabrice Courcier (Lilla, 10 febbraio 1968) è un allenatore di pallacanestro ed ex cestista francese.

## Palmarès

### Allenatore
- Coppa di Francia: 1

BCM Gravelines: 2005
- Match des Champions: 1

BCM Gravelines: 2005